# Joseph Beattie Armstrong
Joseph Beattie Armstrong (Whitehaven, Inglaterra; 1850-Christchurch, Nueva Zelanda; 26 de enero de 1926) fue un botánico, pteridólogo británico-neozelandés.

## Biografía
Joseph Beattie Armstrong era hijo inglés del noroeste de Inglaterra John Francis Armstrong (1820–1902) y de Ann Bowman.
Armstrong vivió desde 1862 en Nueva Zelanda. Fue Director de los Servicios de Christchurch. Armstrong murió el 26 de enero de 1926 en el hospital de Christchurch; y está enterrado en el Cementerio de Linwood.

## Obra
Publicó varios libros sobre la flora de Nueva Zelanda, incluyéndolos en la revista Transactions of the New Zealand Institute (1870, 1872, 1888)
- La abreviatura «J.B.Armstr. o J.Armstr.» se emplea para indicar a Joseph Beattie Armstrong como autoridad en la descripción y clasificación científica de los vegetales.[1]

## Fuente
- Fritz Encke, Günther Buchheim, Siegmund Seybold. 1984. Zander Handwörterbuch der Pflanzennamen. 13.ª edición Ulmer Verlag. Stuttgart. 3-8001-5042-5